# Moldavien
 For alternative betydninger, se Moldavien (flertydig). (Se også artikler, som begynder med Moldavien)
Moldavien er et område i Sydøsteuropa, der var et selvstændigt fyrstendømme fra 1300-tallet, vasalstat under tyrkisk overhøjhed 1513, atter selvstændigt 1856 og blev i 1862 forenet med fyrstendømmet Valakiet til Rumænien.
Den østlige del af landet kom under russisk herredømme og blev siden til nutidens Moldova.

## Historie
Bessarabien var i oldtiden beboet af kimmerier og skyther. 106 e. Kr. blev det erobret af romerne og blev en del af den romerske provins Dacia. Siden vandrede en lang række af folkeslag ind, således i 3. århundrede goterne, i 5. århundrede hunnerne, avarerne og bulgarerne, i 7. århundrede besserne (der har givet anledning til landets tidligere navn) og i 9. århundrede en ugrisk stamme, magyarernes (ungarernes) forfædre, i 10. århundrede en tyrkisk stamme, petjenegierne, og i 11. århundrede de tyrkiske kumaner. I 13. århundrede blev landet erobret af mongolerne, og i samme århundrede oprettede genoveserne handelspladser ved Dnestr. I 1367 kom Bessarabien under fyrsterne af Moldau, og i det følgende århundrede under tyrkerne.
Siden sidst i middelalderen var det rumænske fyrstendømme Moldavien en vasalstat under nominel osmanisk overhøjhed. Samme status havde nabolandet Valakiet.

### Under Rusland
Under Napoleonskrigene erobrede den russiske tsar Alexander 1. den østlige del af fyrstendømmet Moldavien. Det erobrede område omtales også som Bessarabien og omfattede ud over den nuværende republik Moldova en smal landstribe mellem Moldova og Sortehavet. Hele Bessarabien forblev under russisk kontrol indtil den russiske revolution.
Bessarabien fik status af guvernement i det sydvestlige Rusland. Guvernementet var skilt ved Prut og nedre Donau (mundingsarmen Kilia) fra Rumænien og ved Dnestr fra de russiske guvernementer Podolien og Kherson, grænsede for øvrigt mod nordvest til Galizien og mod sydøst til Sortehavet og havde et areal på 45.632 km². Befolkningen talte i 1870 i alt 1.078.932[kilde mangler] indbyggere og var sammensat af moldovere, russere, serbere, bulgarer, grækere, armenier, jøder, tatarer, romaer og et stort antal tyske kolonister. Den voksede i tiden frem mod 1. verdenskrig til (i følge beregning 1. januar 1911) 2.490.200 indbyggere, hvoraf 2.125.000 boede i landdistrikterne. Befolkningen var endnu ved krigens udbrud meget blandet; næsten halvdelen var rumænere, men også ukrainere, bulgarer, polakker, jøder, grækere, armeniere, tatarer, tyskere og romaer var fremtrædende elementer.
Mod nord var landet opfyldt af forgreninger fra Karpaterne, der hævede sig til mellem 300 og over 400 m og er opdelt af talrige floddale; Jordbunden var her frugtbar sortjord, og agerbrug udgjorde den vigtigste næringsvej (hvede, majs, byg, hør, tobak, frugt, vin), men kun omkring en femtedel af landet var opdyrket. Dette lave bjergland, der i den sydlige del var stærkt skovbevokset (bøg, eg, ask, birk), nåede omtrent til de gamle romerske fæstningsværker (Trajansvold), der syd for Bender strakte sig fra Pruth til Dnestr. Syd herfor lå Budshak-steppen, et fladt steppeland, bevokset med højt græs; her udgjorde kvægavl en fremherskende næringsvej (får, hornkvæg og heste samt geder, svin og bøfler). Den højere liggende del af Budshak-steppen var ret frugtbar, og her fandtes mange agerbrugskolonier (især tyskere og bulgarer); det lavtliggende land ved Sortehavskysten, med talrige laguner, havde derimod en ufrugtbar, stærkt jernholdig jordbund og var ofte udsat for oversvømmelser.
Af mineraler udvandtes salt fra steppesøerne, salpeter og marmor. Industrien var endnu ringe; der produceredes vin (over 100 mio. l årligt), og der fandtes tekstilvæverier, sæbefabrikker og garverier. Handelen var derimod ret betydelig og bestod især i eksport af kvæg, uld, talg og lignende. Dnestr var sejlbar til Mohyliv og Prut til Leova. Hele 4 grene af jernbanen fra Odessa til Polen gik gennem Bessarabien. Bessarabien var delt i 8 distrikter med hovedbyerne Akkermann, Bender, Byeltsi, Ismail, Khotin, Kishinev, Orgjejev og Soroki. Guvernementets hovedstad var Kishinev (1913: 129.000 indbyggere).

### Under Rumænien
Tekst mangler, hjælp os med at skrive teksten

### Under USSR
I 1920 blev Bessarabien indlemmet i kongeriget Rumænien, og forblev under rumænsk kontrol indtil 1940, hvor Rumænien overdrog Bessarabien til Sovjetunionen.
I Sovjetunionen var den moldoviske autonome sovjetrepublik (Moldoviske ASSR) allerede blevet oprettet i 1924, og efter Rumænien accepterede et sovjetisk ultimatum om overgivelse af Bessarabien og det nordlige Bukinova, blev det meste af begge områder slået sammen til en ny moldovisk sovjetrepublik. Under 2. verdenskrig var Rumænien allieret med Nazi-Tyskland, deltog i angrebet på Sovjetunionen og besatte både Bessarabien og et område omkring byen Odessa. Ved fredsslutningen efter 2. verdenskrig overdrog Rumænien de besatte områder til *Sovjetunionen.
Under sovjetisk styre blev Moldavien eller Moldova, som landet også betegnes; udsat for en af-rumæniseringspolitik, der bl.a. indebar at det latinske alfabet blev erstattet af et alfabet baseret på det kyrilliske alfabet. Egentlig industrialisring fandt kun sted i den østlige Transdnestr-region, som oplevede en indvandring af russiske og ukrainske industriarbejdere. Landet vest for Dnestr var fortrinsvis landbrugsområder, og Moldova var i sovjettiden kendt for sin produktion af vin.
Efter Sovjetunionens sammenbrud blev det foreslået fra rumænsk side at indlemme Moldova i Rumænien, og dette scenario var en af grundene til det russiske oprør i Transdnestr-regionen.

## Territoriel udvikling
- Kort over Rumænien samt det historiske Moldavien. Territorierne der tidligere tilhørte fyrstendømmet Moldavien er angivet med gult, og er i dag delt mellem Rumænien, Moldova og Ukraine. Rumæniens øvrige territorier er angivet med blåt
- Moldavien under Stefan den Store, ca. 1500
- I år 1600 lykkedes det kortvarigt Michael den Tapre at forene de tre rumænsk-befolkede regioner: Valakiet, Transylvanien og Moldavien (orange).
- Fyrstendømmet Moldavien, 1793-1812 (orange)
- Moldavien 1856-1859 (orange)
- Rumæniens territorielle udvikling. Det Gamle Kongerige (1881-1913) er angivet med lilla. Territorier angivet med rødorange blev del af Storrumænien efter den 2. Balkankrig og 1. verdenskrig, men igen tabt efter 2. verdenskrig. Områder i lys rød blev indlemmet i Rumænien efter Første Verdenskrig og er forblevet under rumænsk kontrol.
- Den Moldoviske ASSR og Rumænien (1924-1940)